# 赫尔曼·达努泽
赫尔曼·达努泽（1946年10月3日—）生于弗劳恩菲尔德，是瑞士裔德国藉音乐学家。

## 生平
赫尔曼·达努泽自1965年起在苏黎世音乐学院和苏黎世大学开始钢琴，双簧管，音乐学，哲学和日耳曼语言文学的专业学习。他以一篇关于音乐散文的论文被授予博士学位。自1973年他在柏林跟随卡尔·达尔豪斯和格尔哈德·普歇特学习音乐学和钢琴。在作为音乐学助理工作一段时间后，他于1982以一部关于20世纪音乐的著作取得柏林工大的教授资格（出版于1984年）。
自1982年至1988年达努泽在汉诺威音乐学院担任正教授，之后，自1988年至1993年担任弗莱堡大学音乐学系教席教授。自1993年至今，他在洪堡大学于音乐学研究班中教授历史音乐学。
此外，达努泽还与巴塞尔（瑞士）的保罗·萨赫基金会有合作，是恩斯特·冯·西门子基金会的董事会成员和柏林勃兰登堡科学院的正式成员。他同样也是欧洲和美国一些主要大学的客座教授。2005年，伦敦大学皇家哈罗威学院授予他音乐博士的头衔，以表彰他在音乐学研究领域的贡献。

## 成就
达努泽的研究重点：18世纪至19世纪音乐史，音乐演奏，新音乐理论和新音乐美学史——也即音乐分析。他的研究融合了作品分析，音乐美学研讨，作者生平，体裁与机构史（Gattungs- und Institutionsgeschichte）。在先锋派，民族主义，诗学，美学和历史编撰学的领域中他也有所涉及。他广泛的大众传播工作使他成为了当代最重要的德语音乐学家之一。

## 作品

### 自主出版作品
- 《音乐的散文》（19世纪音乐史研究，46），雷根斯堡，1975年

- 《20世纪音乐》（音乐学新手册，卡尔·达尔豪斯编，25），拉贝，1986年

- 《古斯塔夫·马勒：大地之歌》（音乐杰作，史蒂芬·孔策编，25），慕尼黑，1986年

- 《古斯塔夫·马勒与他的时代》（伟大作曲家与他的时代），拉贝，1991

还有数以百计发表在专业期刊、参考书、工具书、导论、序言及结语，评论中的文章。

### 音乐作品
- 保罗·兴德米特：弦乐室内乐作品II（保罗·兴德密特：作品全集，路德维希·芬舍尔和库特·冯·费舍尔编，系列五），缅茵茨，1993

- 保罗·兴德米特：小提琴独奏奏鸣曲，作品11，第6号，缅茵茨（及其他），2002

### 出版作品
- 《音乐理论》，彼得·卡恩，赫尔曼·达努泽，雷那特·戈罗特和吉泽尔·舒伯特编，拉贝，1986 - 1996

- 《音乐学新手册》，卡尔·达尔豪斯编，其过世后由赫尔曼·达努泽续编，拉贝，1989 – 1995，第2，3，11-13卷

- 《弗莱堡音乐学文摘》，赫尔曼·达努泽编，拉贝，1993-1996

- 《查尔斯·艾弗斯后的美国音乐》，赫尔曼·达努泽，迪特里希·坎普尔和保罗·特尔泽，拉贝，1987

- 《音乐种类与历史转变中的经典作品》，赫尔曼·达努泽编，（汉诺威音乐与表演艺术大学刊物，I），拉贝，1998

- 《古斯塔夫·马勒》，赫尔曼·达努泽编（研究之道，653），达姆施塔特，1992

- 《音乐表演》，赫尔曼·达努泽编，（音乐学新手册，11），拉贝，1992

- 《现代巅峰—达姆施塔特国际当代大师班，1946 - 1966年的历史和文献》四卷。赫尔曼·达努泽和吉昂马里奥·波里奥，弗莱堡，1997

- 《卡尔·达尔豪斯全集》十卷，赫尔曼·达努泽、汉斯-尧阿希姆·兴里克森和托比阿斯·普雷布赫合编，编辑：布尔克哈特·麦赛恩，拉贝，约2000年.

- 《德国美国风，美国美国风，威尔：在当代寻找文化定位》，赫尔曼·达努泽与赫尔曼·戈特谢弗斯基编，谢林恩，2003

- 《音乐抒情诗》，赫尔曼·达努泽编（音乐种类手册，齐格弗里德·毛泽尔编，8.1和8.2），拉贝，2004